# Táncsics – Radikális Balpárt
Táncsics – Radikális Balpárt (röviden: Táncsics) magyarországi radikális baloldali párt volt. 2014. március 13-án alakult Budapesten.  
Parlamenten kívüli ellenzéki pártként működött. 2023-ban végelszámolási eljárás alá került és megszűnt.

## Története
2014 márciusában a Munkások Újságának szerkesztői döntöttek az alapítás mellett, de már a kezdeteknél sok más baloldali irányzatból is csatlakoztak a kezdeményezéshez. A tagok és szimpatizánsok közt jelen vannak volt MSZP, 4k! és kisebb baloldali szerveződések támogatói is.
A párt első elnöke Galba-Deák Ádám 2010-ben a Zöld Baloldal főpolgármester jelöltje volt. Őt Kalmár Szilárd váltotta, aki 2009-ig volt az MSZP tagja, majd a Zöld Baloldal ügyvezető elnökeként tevékenykedett 2010 és 2011 között. Berta Tibort első alkalommal 2015. november 21-én választották meg elnöknek, a párt IV. kongresszusán tisztségében megerősítették. A párt ötödik, tisztújító kongresszusát 2017 március 18-án tartotta, amelyen elnöknek Zollai Andrást, két alelnöknek pedig Szabó Jánost és Kalmár Szilárdot választották.
2018-ban a párt a Párbeszéd miniszterelnök-jelöltjét, Karácsony Gergelyt támogatta, akivel az Európai Baloldallal közösen megállapodást írtak alá, ami értelmében Karácsony felvette a lakhatási kérdést a programpontjai közé. Kalmár Szilárd a józsefvárosi választókerületben próbált elindulni, de nem sikerült összegyűjtenie az aláírásokat. A választások után az elnök, Zollai András lemondott és a párt tetszhalott állapotba került. 2020 elejétől a Gyakorikérdések.hu oldalon aktivisták számtalan kérdésben és válaszban propagálják a pártot. 

### Táncsics-Radikális Balpártként
A Táncsics alapszervezet a Magyarországi Munkáspárt 2006 - Európai Baloldal ifjúsági szervezeteként alakult 2017-ben. Alapszervezetként több akcióban részt vettek, mint például a 2018-as választás előtt történt demonstrációjuk amikor a 7. Kerületi Fidesz iroda előtt tiltakoztak Bajkai István korrupciós botrányai apropóján. A választást követően részt vettek a kormányellenes tömegtüntetéseken. Az Index és több hírportál is beszámolt erőszakmentes sétálgatós akciójukról a Gül Baba türbénél ahol Erdogán ellen tüntettek, illetve szembekerültek az alt-righthoz sorolható Identitás Generáció tagjaival. 2018. október 28-án egyedüliként emlékeztek meg a lánchídi csata és az őszirózsás forradalom 100. évfordulójáról. Az alapszervezet részt vett a rabszolgatörvény elleni tüntetéssorozatban, ami alkalmából 5 pontos követelést fogalmaztak meg a dolgozók megsegítésére. Egy zászlójukat neonáci fiatalok rabolták el a a december 13-i tüntetés során.
Az alapszervezet akciót szervezett a fideszes publicista Bayer Zsolt rákospalotai fóruma megzavarására, ahol Bede Zsolt inzultálta az aktivistáikat. Február 14-én részt vettek az Autonómia által szervezett antifasiszta tüntetésen a Becsület napja nevű neonáci rendezvény ellen.
A párt és a Táncsics néhány tagjának kapcsolata 2019 tavaszán romlott meg, aminek az ürügye, hogy Vajnai Attila pártelnök állítólag szembement a központi bizottság korábbi döntésével és választási szövetséget kötött az MSZP-vel a 2019-es EP-választásokra. A Központi Bizottság jóváhagyta a döntést a Fidesz elleni együttműködésről. A másik ürügy, hogy az Európai Baloldal esztergomi alapszervezete be akart lépni az önkormányzati választásokra készülő összellenzéki szövetségbe, amiben a Jobbik is helyet foglalt. Ezt a szövetkezést az Európai Baloldal nem engedélyezte. A kilépéshez közeledve Kalmár Szilárd tárgyalásokat kezdeményezett a Balpárt és az alapszervezet egyesüléséről.
A kilépésre végül április 29-én került sor, és május elsején a tagság egy része átlépett a Balpártba. Június 8-án került sor a tisztújító kongresszusra, ami során a párt nevét hivatalosan Táncsics-Radikális Balpártra változtatták, az alapszabályba bevették a demokratikus szocializmust, valamint deklarálták, hogy a párt ökotudatos politikát kíván folytatni. Az addigi 3 fős elnökséget 5 fősre emelték. A változásokat a bíróság 2020. március 18-án emelte jogerőre.
A kongresszust követően az új politikai iránnyal elégedetlen régi balpártosok kiléptek, mint a korábbi elnök Zollai András, aki Marxista Platform néven indított szervezetet; Kalmár Szilárd, akiből az Igen Szolidaritás alelnöke lett és Kovács Máté, aki belépett a Magyar Munkáspártba.
A párt antirasszista és antifasiszta elvei miatt, rendszeres résztvevője a Becsület Napja elleni megmozdulásoknak és részt vett több Mi Hazánk ellenes tüntetésen is (Törökszentmiklós, Szeged).
A párt szervezőként részt vett a 2019. november 7-i Erdoğan látogatása ellen szervezett tüntetésen. Ezt követően több Rozsava-párti megmozdulás szervezésében is részt vett.
A párt 2021. áprilisban jelentkezett be utoljára közösségi médiafelületén, azóta tevékenységet nem folytat. Az Európai Baloldal megőrizte a Táncsics nevű alapszervezetét, amely viszont a mai napig működik és a közösségi médiában is háromszor annyi követője van, mint a Táncsics pártnak. Az MSZDP 2022 januárjában a Twitteren kérésre azt állította, hogy Táncsics csatlakozott az Európai Baloldalhoz. Ugyanebben az időszakban az MSZDP és az Európai Baloldal létrehozta a Baloldali Platform nevű pártszövetséget.

## Ideológiája
A Táncsics-Radikális Balpárt magát radikális baloldaliként és demokratikus szocialistaként határozza meg, valamint fontos számára a baloldali ökopolitika képviselete. A párt célja a kapitalizmus megdöntése és egy demokratikus szocialista társadalom felépítése, aminek alapja a dolgozói tulajdon és a munkahelyi demokrácia. A pártnak következetesen antikapitalista, antifasiszta és antiimperialista álláspontja van.
Kiáll a dolgozók jogaiért és támogatja a roma kisebbséget harcában a rasszizmus ellen. Elítéli amikor szélsőjobboldali politikusok a romákat használják fel bűnbakként saját politikai céljaikhoz.
Következetesen antiimperialista, kiáll az imperialista elnyomás alatt élő vagy azáltal fenyegetett népekért, országokért (pl.: kurdok, Venezuela, Kuba). Kritikusan viszonyul az Európai Unióhoz, annak elnyomó, neoliberális struktúrái miatt, helyette a népek demokratikus önrendelkezésére alapozott szocialista államszövetséget támogat. Törekszik ezek mellett egy kelet-európai baloldali szövetség megteremtésére, aminek hosszútávú célja, hogy közös alternatívát mutasson fel a centrum országok kizsákmányolásával szemben és leküzdje ezen államok közötti nacionalista ellenségeskedést. A párt támogatja a határon túli magyarság autonómiatörekvéseit.[forrás?] 2020 elejétől a  Gyakorikérdések.hu oldalon aktivisták számtalan kérdésben és válaszban propagálják a pártot. 
Történelmi előképei között kiemelt helyet foglal el Táncsics Mihály, mint a hazai szocializmus első hazai képviselője. A párt  felvállalja a Magyarországi Tanácsköztársaság örökségét,  de az előremutató intézkedései mellett elismeri annak hibáit. A párt példaképként tekint a két világháború közötti baloldali és antifasiszta hősökre, mint Ságvári Endre és Szenes Hanna. A párt 1956-ot forradalomnak tartja és felvállalja a munkástanácsok örökségét, mint a dolgozói önrendelkezés fontos eleme, valamint az ország katonai semlegességét, fontos példaképeik Nagy Imre, Maléter Pál és Angyal István. A párt előképének tekinti Krassó Györgyöt  és az általa alapított Magyar Október Pártot, ami szerintük a rendszerváltás egyetlen radikális baloldali mozgalma volt.
Az államszocialista rendszerekhez kritikusan viszonyulnak. Elismerik az 1917-es októberi forradalom jelentőségét, ugyanakkor elítélik a sztálini terrort és az elbürokratizálódott Szovjetuniót. Ugyanakkor elismerik ezen rendszerek is sok előremutató jóléti intézkedéseket hoztak és elítélik a rendszerváltások során a neoliberális átmenetet, amik társadalmi katasztrófákat idéztek elő. Szerintük a rendszerváltások nem szóltak másról, mint karrierista bürokraták meggazdagodásáról az állami vagyonból. Elhatárolódnak Kínától, amit államkapitalista diktatúrának tartanak, valamint az oligarchikus putyini Oroszországtól, ugyanakkor elítélik a hazai liberálisok rasszista uszításba forduló nyilatkozatait ezen országok ellen. 
Az Isztambuli Egyezményhez kritikusan viszonyulnak, szerintük ez elsősorban szimbolikus és csak a gazdasági rendszer megváltozásával számolható fel a nők elleni erőszak.

## Linkek
Facebook oldal